# Marwan Barghuthi
Marwān Barghūthī (in arabo مروان البرغوتي‎?; Ramallah, 6 giugno 1959) è un politico palestinese, incarcerato in Israele dal 2002, dopo essere stato arrestato dalle Forze di Difesa Israeliane (IDF) a Ramallah e poi processato e condannato da un tribunale israeliano con cinque sentenze all'ergastolo come mandante delle azioni svolte dalla Brigata dei Martiri di al-Aqsa, tra cui attacchi suicidi contro obiettivi militari e civili.
Nel corso del processo Barghouti si è rifiutato di presentare una difesa alle accuse sostenendo che il tribunale non avesse giurisdizione su di lui in quanto cittadino palestinese residente in Cisgiordania.
È considerato uno dei capi della prima e seconda intifada. Barghouti ha inizialmente supportato il processo di pace israelo-palestinese, ma se ne è successivamente disilluso e dopo il 2000 è divenuto uno dei massimi esponenti della seconda Intifada in Cisgiordania. Barghouti è stato uno dei comandanti di Tanzim, un gruppo paramilitare afferente a Fatah.

## Biografia
Barghūthī nasce nel villaggio di Kobar, vicino a Ramallah, da padre palestinese emigrato per lavoro in Libano. Entra a far parte di Fatḥ all'età di 15 anni. È arrestato dalle forze di sicurezza israeliane per la prima volta nel 1976, all'età di 18 anni, per la partecipazione a una sommossa. Impara la lingua ebraica durante la sua detenzione in carcere. Al suo rilascio, entra in Cisgiordania e studia all'Università di Bir Zeit. Diventa rappresentante degli studenti nel consiglio d'amministrazione dell'ateneo. Ottiene una laurea in storia, una seconda in scienze politiche ed un Master of Arts in relazioni internazionali.
Barghūthī è uno dei principali capi politici della prima intifada per la striscia di Gaza nel 1987. Viene arrestato nel 1987 dall'esercito israeliano ed espulso in Giordania. Può tornare dall'esilio solo dopo la firma degli accordi di Oslo nel 1994. Barghūthī è eletto nel Consiglio legislativo palestinese (PLC) nel 1996, in cui difende il processo di pace israelo-palestinese come una "necessità". Oratore talentuoso ed esperto, Barghuthi si afferma all'interno della struttura politica di al-Fataḥ e ne diviene segretario generale per la Cisgiordania.
Nel settembre 2000 inizia la seconda intifada e la situazione politica muta. Barghūthī, capo del Tanẓīm-Fatḥ, il braccio armato del Fatḥ si diversifica dando il via ad un sottogruppo chiamato le Brigate dei Martiri di al-Aqsa.
Nel 2001 viene sventato un tentativo d'assassinio ai suoi danni preparato dall'apparato militare israeliano. Il 15 aprile 2002, Israele cattura Barghūthī, che viene imputato di omicidio con finalità terroristiche condotto da uomini al suo comando. I Palestinesi catturati per fatti terroristici e reati commessi nella cosiddetta zona "C", parte della Cisgiordania ancora sotto controllo israeliano, sono giudicati da tribunali militari, ma essendo i reati imputati a Barghūthī commessi nel territorio dello Stato di Israele, viene sottoposto a un regolare processo civile.
Durante il processo Barghūthī rifiuta di riconoscere la legittimità del tribunale israeliano e rifiuta di difendersi, criticando la legalità del processo. Il 20 maggio 2004 viene condannato per cinque omicidi provocati da un gruppo armato, fra cui quello di un monaco greco-ortodosso, e di tre altri attentati: uno a nord di Gerusalemme, uno a Tel Aviv ed un altro in Cisgiordania. Barghūthī è anche dichiarato reo d'un tentato omicidio per un attentato suicida sventato dalle forze di sicurezza israeliane. Per contro, egli dichiara di essere innocente di tutti i capi d'imputazione elevati contro di lui. È dichiarato colpevole di 21 capi d'imputazione per omicidio, avvenuti nel corso di 33 attentati. Il 6 giugno, Barghūthī è condannato a cinque ergastoli per i cinque omicidi di cui è stato dichiarato colpevole e a 40 anni di carcere per il suo tentato omicidio.
Negli anni successivi vi sono state numerose campagne per la liberazione di Barghūthī. Tra coloro che si sono spesi in questa causa, alcune eminenti personalità palestinesi, membri del Parlamento europeo ed il gruppo israeliano Gush Shalom. La Reuters ha affermato che la figura di Barghouti è assimilata da molti a quella di un "Nelson Mandela palestinese".
In seguito alla rielezione di Barghouti nelle elezioni del gennaio 2006 del Consiglio legislativo palestinese, un nuovo dibattito sulle sue sorti è nato in Israele, tra i partecipanti il politico israeliano Yossi Beilin, che ha supportato un perdono presidenziale per le accuse mosse, contrariamente all'opinione del ministro degli esteri Silvan Shalom. Tuttavia, numerosi membri del parlamento tra i quali Meir Sheetrit hanno espresso la possibilità di un probabile rilascio di Barghouti come parte di future negoziazioni di pace. Nel gennaio 2007 il vice-primo ministro israeliano Shimon Peres ha dichiarato che avrebbe firmato il perdono presidenziale qualora fosse stato eletto presidente. Nonostante la vittoria di Peres il perdono non è mai stato emanato.
Barghūthī è sposato con l'avvocata Fadwa Barghūthī.

## Citazioni
«Non sono un terrorista, ma non sono neppure un pacifista. Sono semplicemente un normale uomo della strada palestinese, che difende la causa che ogni oppresso difende: il diritto di difendermi in assenza di ogni altro aiuto che possa venirmi da altre parti». (Tribuna nel Washington Post nel 2002.).